# Mîrne, Bratske
Mîrne (în ucraineană Мирне) este un sat în comuna Novooleksandrivka din raionul Bratske, regiunea Mîkolaiiv, Ucraina.

## Demografie
Componența lingvistică a localității Mîrne
     Ucraineană (84,03%)
     Română (15,13%)
     Alte limbi (0,84%)
Conform recensământului din 2001, majoritatea populației localității Mîrne era vorbitoare de ucraineană (84,03%), existând în minoritate și vorbitori de română (15,13%).